# Сянката на миналото
„Сянката на миналото“ (на испански: La sombra del pasado) е мексиканска теленовела от 2015 г., продуцирана от МаПат Лопес де Сатарайн за Телевиса. Адаптация е на теленовелата Изворът, продуцирана от Карла Естрада през 2001 г.
В главните положителни роли са Мишел Рено и Пабло Лиле, а в отрицателните - Алексис Аяла, Алехандра Барос и Телма Мадригал. Специално участие вземат актьорите Сусана Гонсалес, Рене Стриклер и първата актриса Синтия Клитбо.

## Сюжет
В малкото село Санта Лусия живеят две много различни семейства, чийто членове са въвлечени във вихрушка от страст, болка и отмъщение. Съперничещите си семейства са Мендоса и Алкосер.
Севериано Мендоса и Кандела Сантана са богати и влиятелни хора, които живеят в ранчото „Лас Анимас“ заедно със сина си Кристобал. Роберта и Раймундо Алкосер имат дъщеря на име Алдонса, но това семейство не живее в лукса, в който живеят Мендоса и това поражда комплекс за малоценност в Роберта, който я следва като сянка.

## Актьори
Част от актьорския състав:
- Мишел Рено – Алдонса Алкосер Лосада
- Пабло Лиле – Кристобал Мендоса Риверо
- Алехандра Барос – Кандела Риверо де Мендоса
- Алексис Аяла – Севериано Мендоса
- Алфредо Адаме – Херонимо Алкосер
- Сусана Гонсалес – Роберта Лосада Торес вдовица де Алкосер
- Рене Стриклер – Раймундо Алкосер
- Лисет – Аделина Лосада Торес
- Магда Карина – Тересина
- Синтия Клитбо – Пруденсия Нава де Сапата
- Алфредо Адаме – Отец Херонимо Алкосер
- Алекс Сирвент – Емануел Сапата Гардуньо / Емануел Мендоса Лосада
- Орасио Панчери – Ренато Баястерос

## Премиера
Премиерата на Сянката на миналото е на 10 ноември 2014 г. по Canal de las Estrellas. Последният 136. епизод е излъчен на 17 май 2015 г.

## Адаптации
- Изворът, продуцирана от Карла Естрада за Телевиса през 2001 г. С участието на Адела Нориега и Маурисио Ислас.